# Rijks Hogere Burgerschool (Sappemeer)
De Rijks Hogere Burgerschool (RHBS) is een voormalige school in de Nederlandse plaats Sappemeer.
Het schoolgebouw aan de Noorderstraat werd in 1868 gebouwd in de eclectische stijl en heeft een classicistische voorgevel. De voordeur werd alleen gebruikt na diploma-uitreikingen, de ingang is gelegen in de westelijke zijgevel. Op het dak staat een houten klokkentoren, met een achthoekige lantaarn met koepeldak. Het uurwerk hiervoor werd gemaakt door de Groninger H. Deutger. In de lijst boven het fronton staat "Rijks Hoogere Burgerschool".

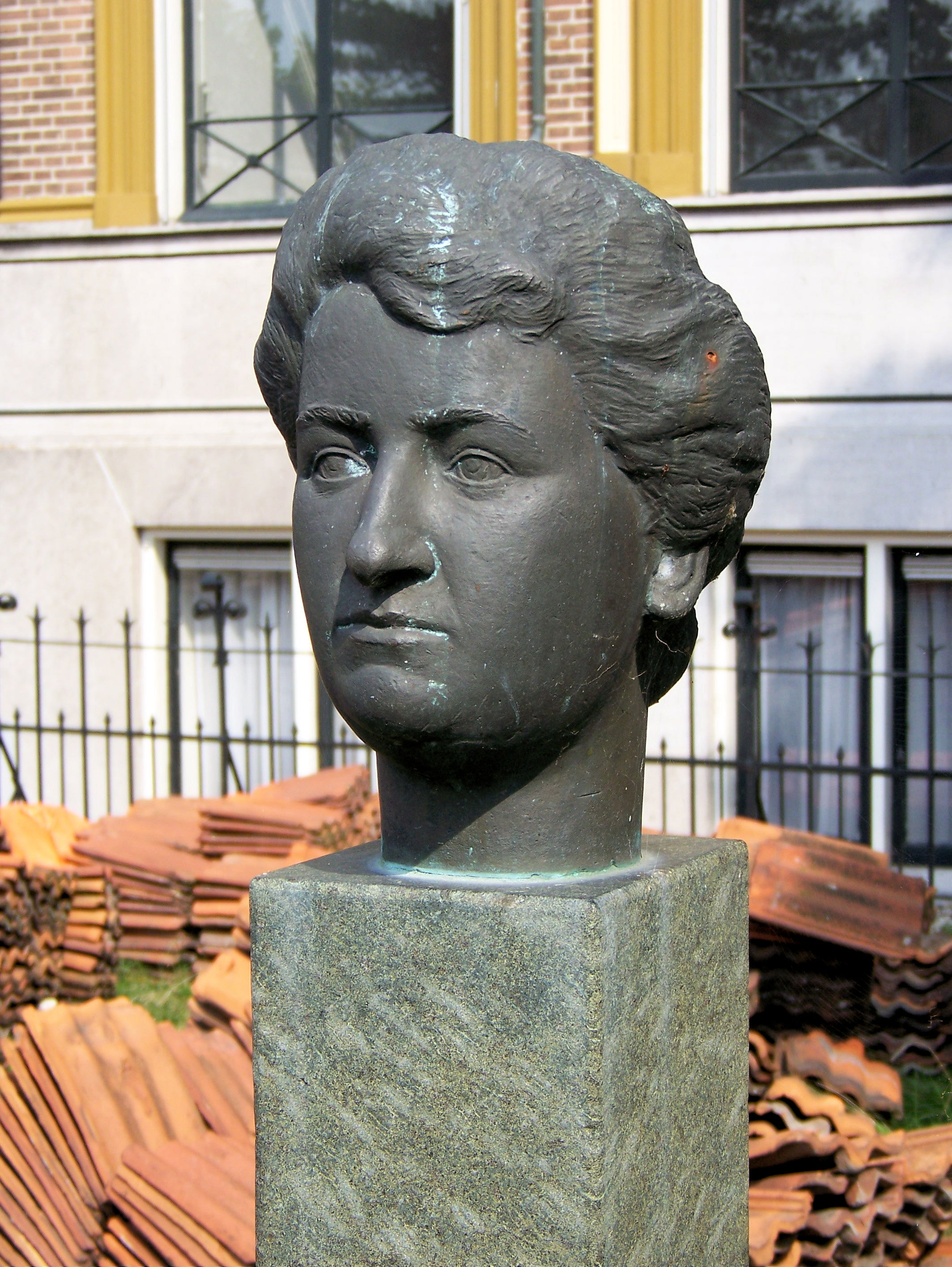
Aletta Jacobs (door Thees Meesters, 1955) voor de RHBS

Aletta Jacobs werd volgens haar eigen Herinneringen in 1870 toegelaten als toehoorder tot deze RHBS. Zij was daarmee het eerste meisje dat een hbs bezocht. De school kreeg later haar naam. Kornelis ter Laan en Rento Hofstede Crull waren leerlingen van de RHBS. Edu Douwes Dekker (zoon van Multatuli) was er enige tijd leraar. Tot 1969 was in het gebouw het Dr. Aletta Jacobs-lyceum gevestigd.
In 1979 werd het gebouw als kantoor in gebruik genomen. De voormalige school is nu een rijksmonument. Sinds 2005 staat het gebouw leeg. In 2012 werd het gerestaureerd.